# Organ podatkowy
Organ podatkowy – stosownie do swojej właściwości jest to:
1. naczelnik urzędu skarbowego, naczelnik urzędu celno-skarbowego, wójt, burmistrz (prezydent miasta), starosta albo marszałek województwa,
2. dyrektor izby administracji skarbowej,
3. samorządowe kolegium odwoławcze – jako organ odwoławczy od decyzji wójta, burmistrza (prezydenta miasta), starosty albo marszałka województwa.

Szef Krajowej Administracji Skarbowej jest organem podatkowym – jako:
1. organ pierwszej instancji w sprawach stwierdzenia nieważności decyzji, wznowienia postępowania, zmiany lub uchylenia decyzji lub stwierdzenia jej wygaśnięcia – z urzędu;
2. organ odwoławczy od decyzji wydanych w sprawach, o których mowa w pkt. 1,
3. organ właściwy w sprawach porozumień dotyczących ustalenia cen transakcyjnych;
4. organ właściwy w sprawach dotyczących interpretacji przepisów prawa podatkowego;
5. organ właściwy w sprawach informacji przekazywanych przez banki i spółdzielcze kasy oszczędnościowo-kredytowe o założonych i zlikwidowanych rachunkach bankowych związanych z prowadzeniem działalności gospodarczej;
6. organ właściwy w sprawach opinii zabezpieczających;
7. organ pierwszej instancji w sprawach, w których zastosowanie znajdują przepisy o przeciwdziałaniu unikania opodatkowania.

Dyrektor Krajowej Informacji Skarbowej jest organem podatkowym jako organ właściwy w sprawach dotyczących wydawania indywidualnych interpretacji przepisów prawa podatkowego.
Minister właściwy do spraw finansów publicznych jest organem podatkowym jako organ właściwy w sprawach wydawania interpretacji ogólnych oraz objaśnień podatkowych.
W zakresie rozstrzygania spraw podatkowych uprawnienia naczelnika urzędu skarbowego, naczelnika urzędu celno-skarbowego oraz dyrektora izby administracji skarbowej, jako organu podatkowego, przysługują także radcy skarbowemu, wykonującemu czynności orzecznicze w tym organie.
Organami podatkowymi wyższego stopnia są organy odwoławcze.